# Golfo di Napoli
Il golfo di Napoli o baia di Napoli (in latino Crater), è un'ampia insenatura del mar Tirreno centrale settore est, situata a sud della città di Napoli, compresa tra la Penisola flegrea a nord-ovest e la Penisola sorrentina a sud.

## Toponimo
Nell'antichità era chiamato Crater (Crater sinus), successivamente anche Sinus Puteolanus, Sinus Cumanus e Sinus Baianus.

## Descrizione
Il golfo di Napoli si sviluppa tra 40°50′N 13°52′E e 40°32′N 14°28′E, con un'estensione di 870 km² e una profondità media di 170 m.
La linea costiera del golfo misura ben 195 km, e va da Monte di Procida a nord-ovest a punta Campanella a sud. Esso comprende tutto il golfo di Pozzuoli (tra capo Miseno e capo Posillipo), il litorale napoletano e vesuviano, la costiera sorrentina ed i litorali delle isole di Ischia, Procida e Capri.
Su questa lunga costa sono state censite 328 opere marittime e 28 porti. Il golfo di Napoli è dominato dal Vesuvio ad est, dalla catena dei monti Lattari a sud e dal monte Epomeo sull'isola di Ischia. La parte nord del golfo, ad ovest di Napoli, è occupata dal sistema di vulcani dei Campi Flegrei.
Nelle acque del golfo sfociano due fiumi: Il Sebeto, ormai totalmente interrato, la cui foce è situata nel porto di Napoli, ed il fiume Sarno, che sfocia tra Torre Annunziata e Castellammare di Stabia. Inoltre nel golfo sfociano numerosi Regi Lagni, sistema di canali di bonifica la cui costruzione iniziò nel 1610.
Nel golfo ci sono numerose isole che costituiscono l'arcipelago Campano. Le più grandi ed importanti sono Ischia, Procida, Vivara, e Capri, che ne definiscono idealmente i confini, cui si aggiunge Nisida, situata nel golfo di Pozzuoli. Considerando le isole del golfo come un ideale prolungamento delle due penisole, i margini estremi del golfo possono essere estesi fino a punta Imperatore, sull'isola d'Ischia e punta Carena sull'isola di Capri.
Le vie marine di accesso al golfo sono quattro:
- il canale di Procida, tra l'isola di Procida e la terraferma (monte di Procida);
- il canale d'Ischia, tra l'isola d'Ischia e Isola di Vivara;
- la Bocca Grande, l'ingresso principale, tra Ischia e Capri;
- la Bocca Piccola, tra l'isola di Capri e la penisola sorrentina.

## Meteorologia
I venti del golfo di Napoli sono particolarmente stabili, in prevalenza occidentali, con un'intensità intorno ai 3 m/s. Un detto di Napoli dice che nel golfo il vento gira col sole: La mattina (il sole nasce dietro il Vesuvio) c'è una leggera brezza di terra. In tarda mattinata - primo pomeriggio, il vento ruota ad occidente (maestrale) e sale leggermente di intensità.
Data l'apertura del golfo sul lato sud, sud-est i venti di libeccio e parzialmente di scirocco fanno alzare il mare.

## Geologia

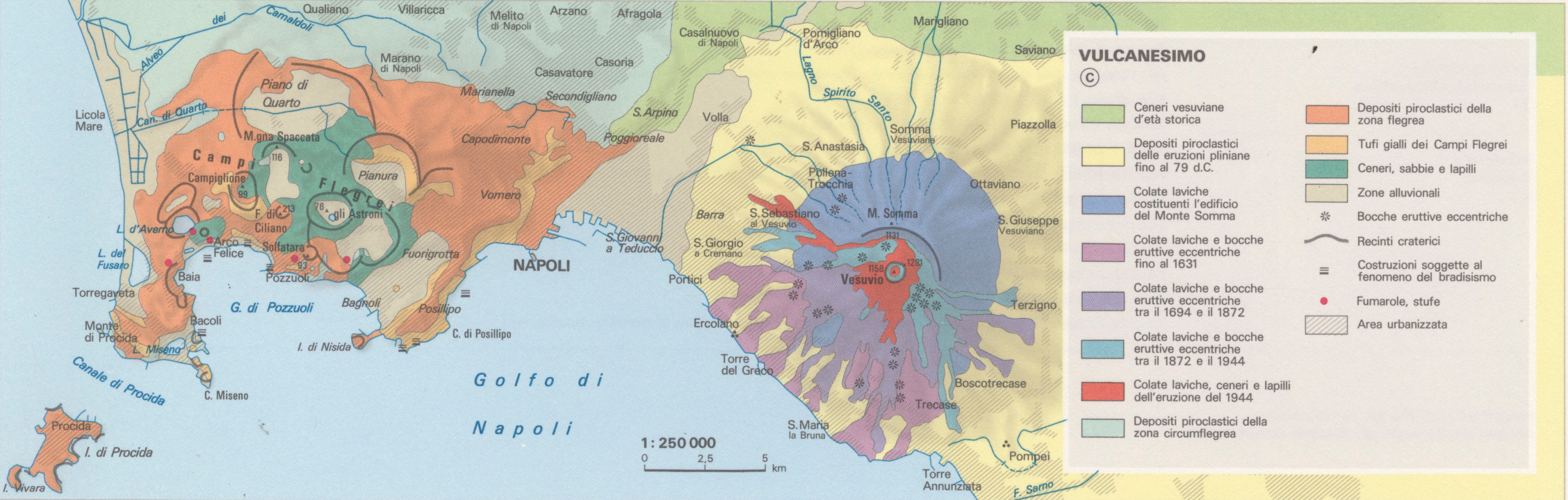
Vulcanesimo nel Golfo di Napoli (Touring Club Italiano/CNR 1989-1992).

## Storia
Nell'estate 2012 un eccezionale ritrovamento nei fondali di Capri, di un carico navale di ossidiana, naufragato 5000 anni fa, sembra provare che le zone del golfo di Napoli fossero abitate già nel neolitico.
Nell'età del ferro, una comunità era stanziata a Miseno. In seguito l'insediamento primitivo diventò porto cumano nel IV secolo a.C. e successivamente porto romano.

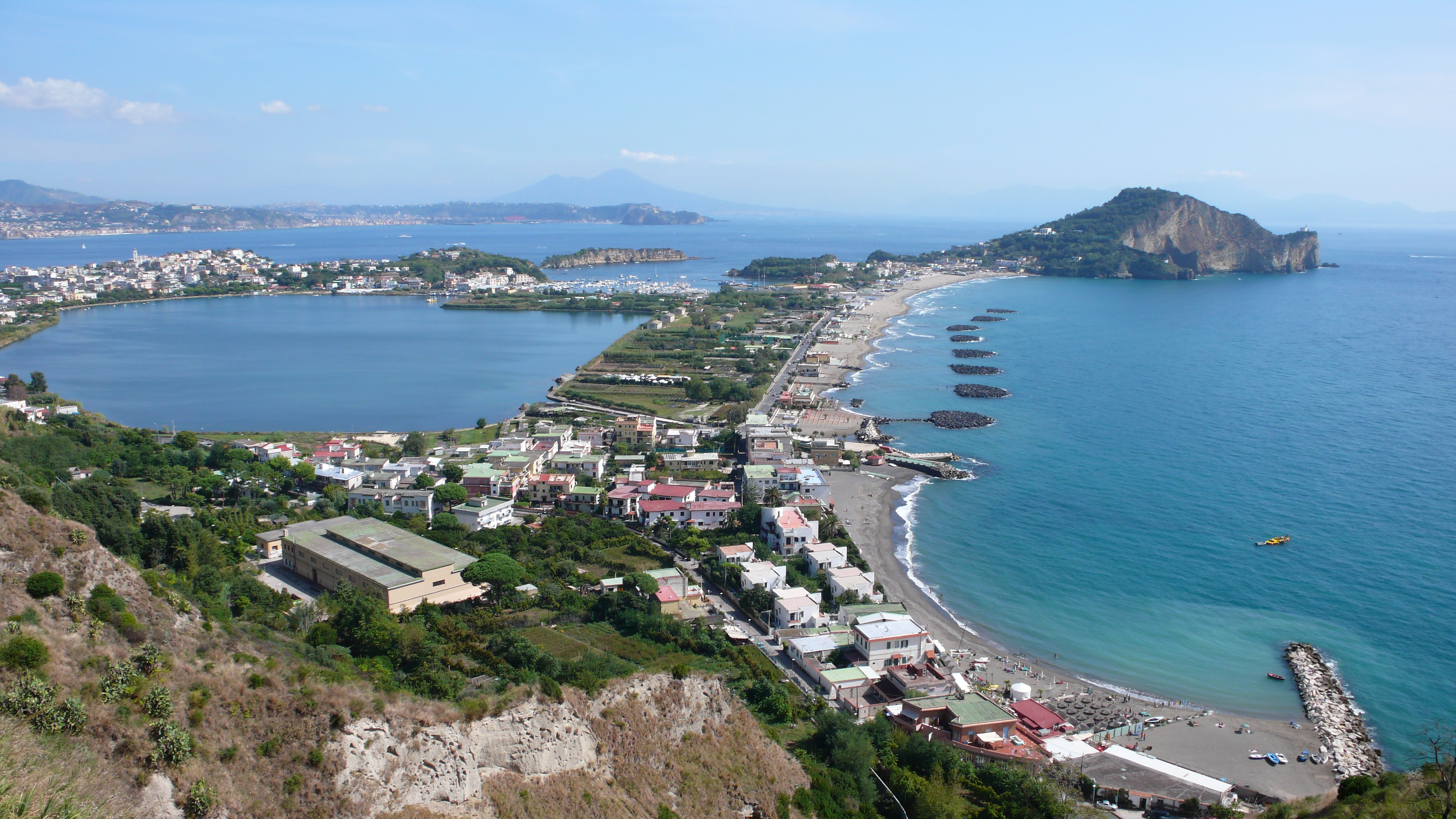
La costa flegrea.

Secondo il geografo Strabone, alcuni coloni provenienti da Rodi avrebbero stabilito, tra il IX-VIII secolo a.C., una colonia sull'Isolotto di Megaride, oggi facente parte del lungomare di Napoli.

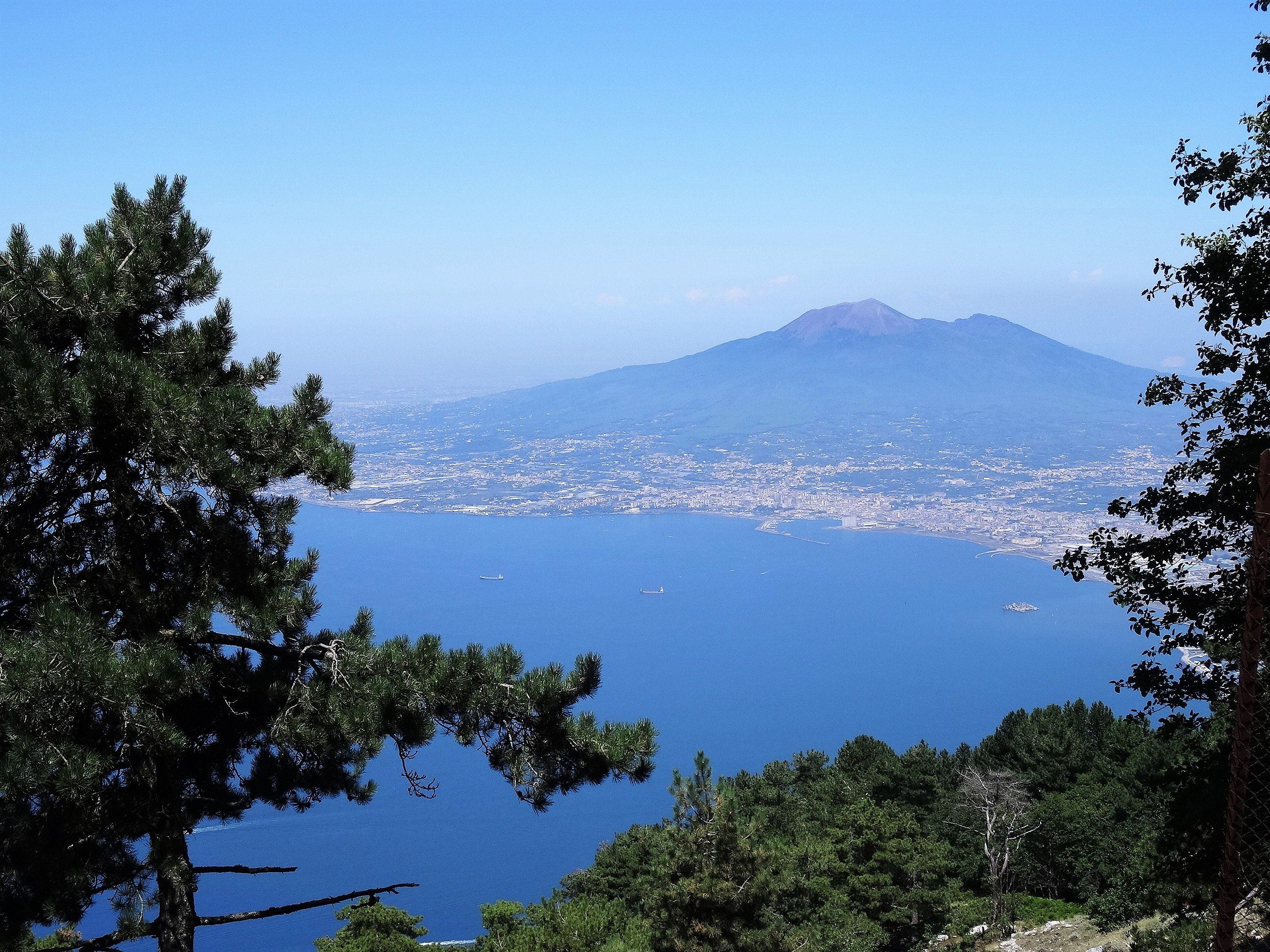
Il golfo di Napoli visto da Castellammare di Stabia.

In epoca romana gli insediamenti nel golfo erano numerosi e rinomati. Ricordiamo Pompei, Ercolano, Stabia, Oplonti ed Puteoli. Degno di nota è l'esilio dell'Imperatore Tiberio che trascorse l'ultima parte del suo regno sull'isola di Capri, circondato da uomini di studio, giuristi, letterati ed anche astrologi.
Dopo la caduta dell'Impero romano la maggior parte delle sponde del golfo costituivano una provincia bizantina. Successivamente, questi territori, raggiunta l'indipendenza dall'Impero Bizantino fondarono il Ducato di Napoli. Va sottolineato che solo i traffici marittimi del golfo hanno permesso al Ducato di sopravvivere alla pressione Longobarda.
Nel 1137 il Ducato fu annesso al Regno di Sicilia a opera di Ruggero II di Sicilia. Di qui in avanti la storia del golfo è legata a doppio filo con la storia di Napoli.

## Attività economiche

### Cantieri navali
- Il Cantiere navale di Castellammare di Stabia: venne fondato nel 1783 da Giovanni Edoardo Acton, primo ministro del re Ferdinando I delle Due Sicilie
- I Cantieri del Mediterraneo: fondati nel 1911 col nome di cantiere navale Bacini e Scali Napoletani, sono situati all'interno del porto di Napoli.

### Pesca

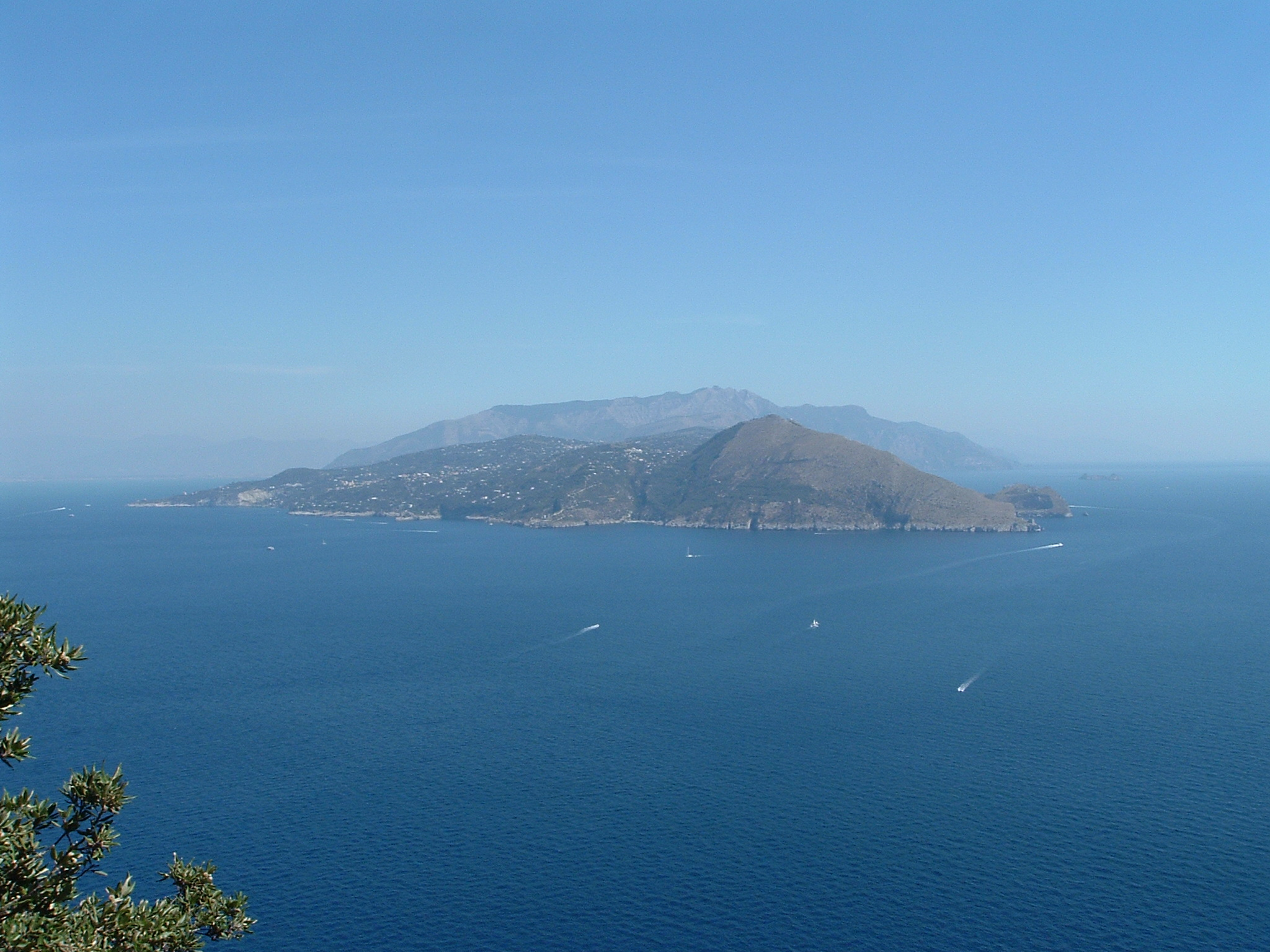
La penisola sorrentina vista da Capri.

Il golfo possiede delle risorse ittiche che favoriscono la pesca. Quasi ogni porto è base di qualche flottiglia di pescherecci. Degna di nota è l'attività ittica di Pozzuoli.

### Trasporti
Il cardine dei trasporti marittimi del golfo è il porto di Napoli, uno dei più importanti del Mediterraneo.
L'autorità portuale di Napoli sui traffici marittimi nel golfo riporta per il 2008 i seguenti dati:
| Tipo di Nave | Numero corse | Passeggeri | Mezzi commerciali | Automobili |
| ------------ | ------------ | ---------- | ----------------- | ---------- |
| Aliscafo     | 38.593       | 3.899.279  | -                 | -          |
| Traghetto    | 15.263       | 1.892.601  | 111.043           | 189.930    |
| TOTALE       | 53.856       | 5.791.880  | 111.043           | 189.930    |

Porti principali del sistema di trasporti del golfo
- Porto di Napoli
- Porto di Mergellina
- Ischia Porto
- Porto di Casamicciola (Ischia)
- Porto Forio (Ischia)
- Porto di Castellammare di Stabia
- Porto di Capri
- Porto di Procida
- Porto di Pozzuoli
- Porto di Seiano (Vico Equense)
- Porto di Sorrento
- Porto di Torre Annunziata

### Turismo

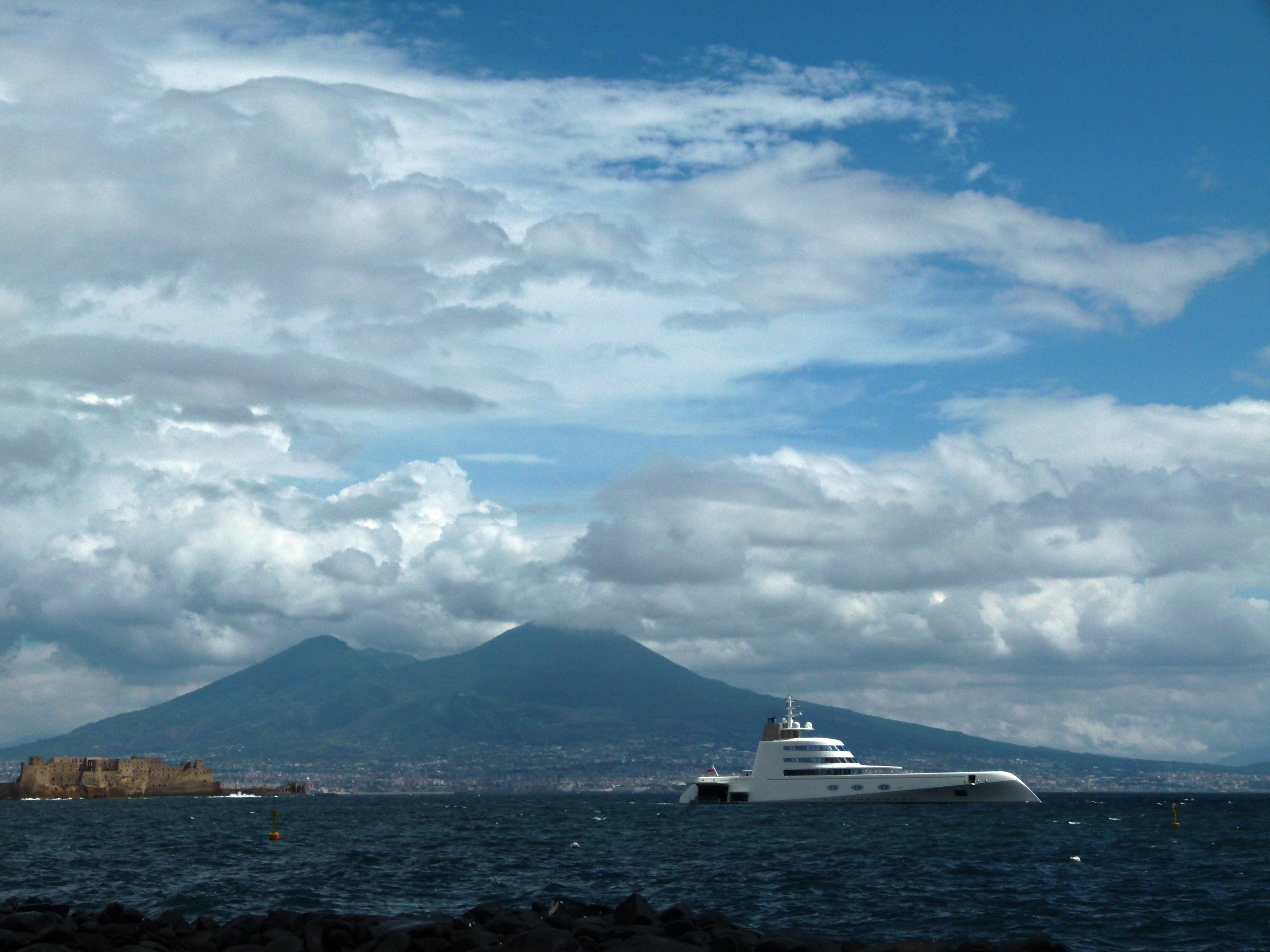
Lo Yacht A nel golfo di Napoli.

Per le sue bellezze naturalistiche, storiche ed artistiche, per il clima mite e per l'ottima gastronomia, il golfo di Napoli è un posto unico, conosciuto in tutto il mondo. Questo fa del turismo una delle principali attività economiche di tutta la fascia costiera.
L'offerta turistica spazia dai numerosissimi siti archeologici sparsi sul territorio, alle terme di ischia, Castellammare di Stabia o del litorale flegreo, ai parchi naturali del Vesuvio o degli Astroni, ai monumenti di Napoli, al glamour di Ischia e Capri, ai Parco sommerso di Baia e della Gaiola alle bellezze della penisola Sorrentina con Sorrento e Vico Equense.
Un posto di rilievo è occupato dal turismo balneare, con innumerevoli baie, insenature e cale. Sempre in quest'ambito, non va dimenticata la nautica da diporto. Durante la stagione estiva il golfo di Napoli è uno dei bracci di mare più frequentati ed apprezzati del mediterraneo. Questo anche grazie ad un sistema di porti da anni in crescita.
Importante anche il flusso turistico generato dal traffico crocierista del porto di Napoli. Nel 2011 i passeggeri totali passati per Napoli sono stati 1.297.236.

## Sport
- Canottaggio: Con numerosi campioni olimpici e mondiali che hanno iniziato a remare proprio nelle acque del golfo. Citiamo solo i fratelli Giuseppe, Carmine e Agostino Abbagnale, di Castellammare di Stabia, atleti fra i più medagliati di sempre.
- Nuoto: La Maratona del golfo Capri Napoli è una gara di nuoto gran fondo di rilievo internazionale, disputata dal 1954.
- Motonautica
- Vela: Il golfo di Napoli, data la regolarità del vento, è considerato uno dei campi di regata migliori del mondo.

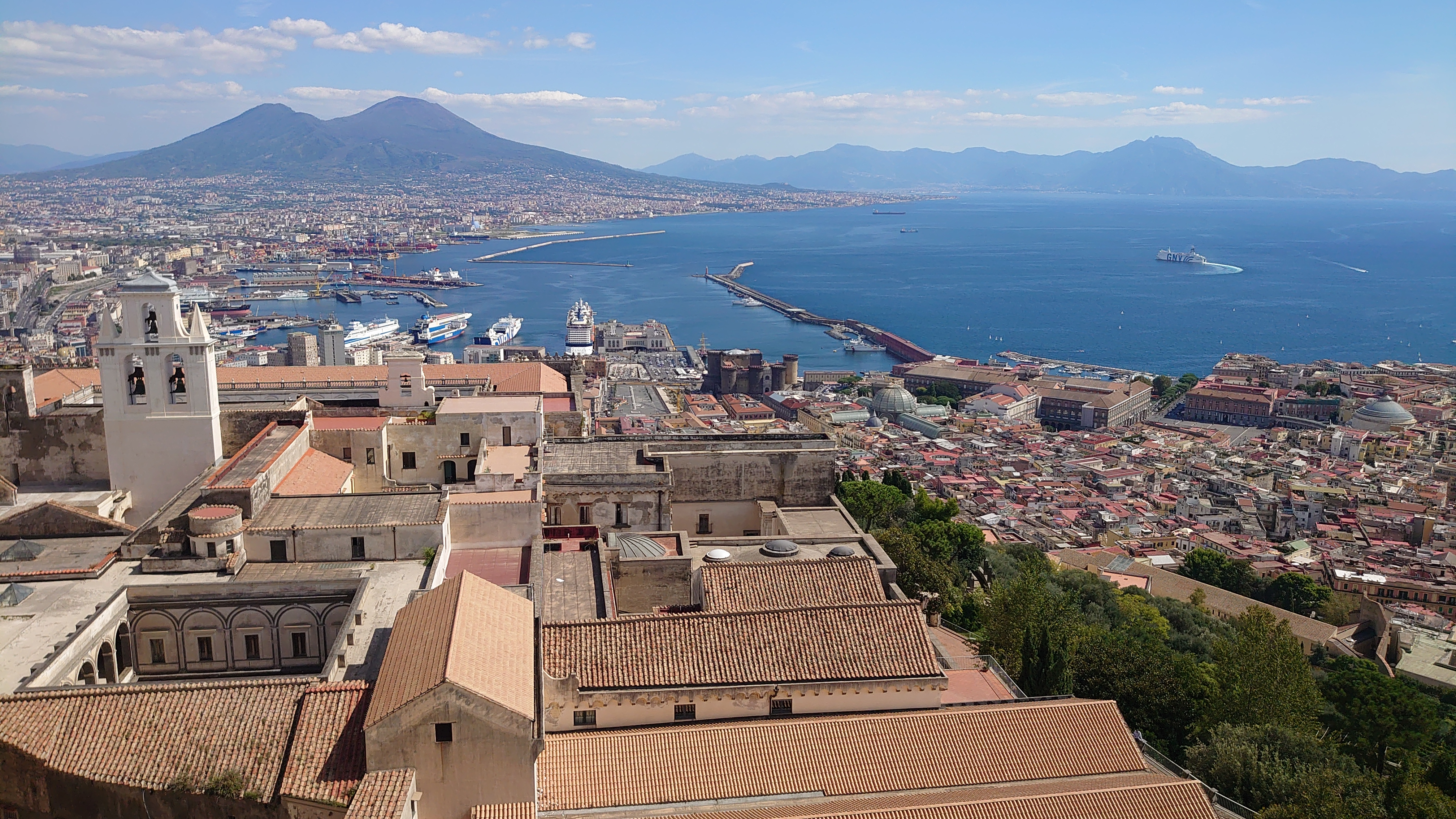
La cornice nella quale si svolsero le gare di vela per l'Olimpiade di Roma 1960: fu designato il golfo di Napoli, qui visto dal Maschio Angioino

Qui nel 1960 si disputarono le regate dei Giochi della XVII Olimpiade. Inoltre il golfo è stato scelto per disputarvi due tappe del America's Cup WORLD SERIES: 2012 - 2013; regate di preparazione per l'America's Cup 2013.

## Inquinamento
Oggi il golfo è caratterizzato da una fortissima densità abitativa e conseguente pressione antropica, soprattutto nella sua parte centrale (essenzialmente dall'area metropolitana di Napoli), fino a Castellammare di Stabia. Questa pressione produce inevitabilmente fenomeni di deterioramento ambientale.
Inoltre la foce del fiume Sarno, è un'importante fonte di inquinamento del golfo. Questo corso d'acqua è definito il fiume più inquinato d'Europa.